# 滋賀県幼稚園の廃園一覧
滋賀県幼稚園の廃園一覧（しがけんようちえんのはいえんいちらん）は、滋賀県内の廃園になった幼稚園の一覧。対象となるのは、学制改革（1947年）以降に廃園となった幼稚園、および分園である。園名は廃園当時のもの。廃園時に幼稚園が所在していた自治体がその後合併により消滅している場合は、現行の自治体に含める。また現在休園中の県内の幼稚園（分園）も、その多くは実質上、廃園と同じ状態にあるため参考として記載する。
（）内は、廃園になった年（休園の場合は、その措置が取られた年）である。

## 大津市
- 大津市立藤尾幼稚園（2018年永興藤尾こども園へ移行）[1]
- 大津市立日吉台幼稚園（2019年）[2]
- 大津市立仰木幼稚園（2020年）[3]
- 大津市立雄琴幼稚園（2020年）[3]
- 大津市立伊香立幼稚園（2021年真野北幼稚園と統合し大津市立伊香立・真野北幼稚園へ）[4]
- 大津市立真野北幼稚園（2021年伊香立幼稚園と統合し伊香立・真野北幼稚園へ）[4]
- 志賀町立木戸幼稚園（1998年大津市立志賀北幼稚園〈当時：志賀町立〉新設のため廃園）
- 志賀町立小松幼稚園（同上）
- 志賀町立小野幼稚園（2000年大津市立志賀南幼稚園〈当時：志賀町立〉新設のため廃園）
- 志賀町立和邇幼稚園（同上）

## 彦根市
- 彦根市立平田幼稚園（2017年彦根市立平田こども園へ移行）[5]
- 彦根市立彦根幼稚園池州分園（2018年）[6]
- 聖ヨゼフ幼稚園〈旧〉（2021年幼保連携型認定こども園聖ヨゼフ幼稚園〈新〉へ移行）[7]

## 長浜市
- 長浜市立びわ北幼稚園（2007年長浜市立びわ幼稚園新設のため廃園）[注釈 1]
- 長浜市立びわ南幼稚園（同上）
- 長浜市立神照幼稚園〈旧〉（2010年長浜市立神照幼稚園〈新〉へ）[8][注釈 2]
- 長浜市立神照東幼稚園（2010年）[8]
- 長浜市立神田幼稚園（2010年[8]）
- 長浜市立西黒田幼稚園（2010年[8]）
- 長浜市立速水幼稚園（2014年長浜市立湖北幼稚園新設のため廃園）[9]
- 長浜市立朝日幼稚園（同上）[9]

## 近江八幡市
- 近江八幡市立島幼稚園（2015年）[10]
- 近江兄弟社幼稚園（2015年星のひかり保育園と統合し認定こども園近江兄弟社ひかり園へ）[11]
- 近江八幡市立老蘇幼稚園（2017年近江八幡市立老蘇こども園へ移行）[5]
- 近江八幡市立岡山幼稚園（2020年岡山紫雲こどもみらい園へ移行）[12]
- 近江八幡市立桐原幼稚園（2021年）[7]

## 草津市
- 草津市立笠縫東幼稚園（2016年笠縫東こども園へ移行）[13]
- 草津市立中央幼稚園（2018年草津市立草津保育所と統合し草津中央おひさまこども園へ）[14]
- 草津市立大路幼稚園（2018年たちばな大路こども園へ移行）[6]
- 志津幼稚園（2019年志津こども園へ移行）[2]
- 山田幼稚園（2019年山田こども園へ移行）[2]
- 草津カトリック幼稚園〈旧〉（2019年認定こども園草津カトリック幼稚園〈新〉へ移行）[2]
- 草津市立老上幼稚園（2020年老上こども園へ移行）[15]

## 守山市
- 守山市立玉津幼稚園〈旧〉（2009年認定こども園玉津こども園守山市立玉津幼稚園〈新〉へ移行）[16]
- 守山市立小津幼稚園〈旧〉（2010年認定こども園小津こども園守山市立小津幼稚園〈新〉へ移行）[17]

## 栗東市
- 栗東市立大宝幼稚園分園（2023年）[18]

## 甲賀市
- 甲賀市立貴生川幼稚園（2012年[19]甲賀市立貴生川保育園と統合し学校法人森島学園貴生川認定こども園へ）[注釈 3]
- 甲賀市立伴谷幼稚園（2023年甲賀市立伴谷保育園と統合し社会福祉法人くじら伴谷くじらこども園へ）[20]

## 野洲市
- 篠原幼稚園（2011年篠原保育園と統合し篠原こども園へ）[21]

## 湖南市
- 水戸幼稚園〈旧〉（2017年幼保連携型認定こども園水戸幼稚園〈新〉へ移行）[22]
- ひかり幼稚園〈旧〉（2017年幼稚園型認定こども園ひかり幼稚園〈新〉へ移行）[22]
- 湖南市立石部幼稚園（2020年京進のようちえんHOPPA石部[23]となり、2022年京進のこどもえんHOPPA石部へ移行[24]）
- 湖南市立石部南幼稚園（2020年京進のようちえんHOPPA石部南へ）[23]

## 高島市
- 高島市立さくら幼稚園（2003年高島市立さくら保育園と統合し高島市立大師山さくら園さくら幼稚園へ）[25]
- 高島市立新旭幼稚園（2005年くすのき保育園と統合し高島市立静里なのはな園へ）[26]
- 藤波幼稚園（2013年藤波こども園へ移行）[27]
- 高島市立大師山さくら園さくら幼稚園（2021年保育所型認定こども園へ移行に伴い[25]幼稚園のみ廃止[7]）

## 東近江市
- みどり幼稚園（1976年能登川町へ譲渡され能登川第一幼稚園[28]へ）
- 東近江市立能登川第二幼稚園〈初代〉（1979年統合により能登川第二幼稚園〈2代目〉へ）[28]
- 東近江市立能登川第三幼稚園（同上）[28]
- 東近江市立能登川第四幼稚園（同上）[28]
- 東近江市立湖東第一幼稚園（2013年東近江市立湖東幼稚園新設のため廃園）[29]
- 東近江市立湖東第二幼稚園（同上）[29]
- 東近江市立湖東第三幼稚園（同上）[29]
- 東近江市立八日市寺幼稚園（2015年）[10]
- 東近江市立市辺幼稚園（2017年平田幼稚園と統合し認定こども園東近江市立あかね幼児園へ）[5]
- 東近江市立平田幼稚園（2017年市辺幼稚園と統合しあかね幼児園へ）[5]
- 東近江市立五個荘東幼稚園（2017年認定こども園東近江市立五個荘あさひ幼児園へ移行）[5]
- 東近江市立五個荘北幼稚園（2017年認定こども園東近江市立五個荘あじさい幼児園へ移行）[5]
- 東近江市立愛東南幼稚園（2017年愛東北幼稚園と統合し東近江市立愛東あいあい幼稚園へ）[5]
- 東近江市立愛東北幼稚園（2017年愛東南幼稚園と統合し愛東あいあい幼稚園へ）[5]
- 東近江市立中野幼稚園（2018年幼保連携型認定こども園東近江市立中野むくのき幼児園へ移行）[6]
- 能登川第一幼稚園〈2019年幼保連携型認定こども園能登川あおぞら幼児園へ移行）[2]
- 東近江市立永源寺幼稚園（2020年市原幼稚園およびもみじ保育園と統合し認定こども園東近江市立永源寺もみじ幼児園へ）[30]
- 東近江市立市原幼稚園（2020年永源寺幼稚園およびもみじ保育園と統合し永源寺もみじ幼児園へ）[30]
- 東近江市立能登川第二幼稚園〈2代目〉（2020年認定こども園東近江市立能登川にじいろ幼児園へ移行）[3]

## 米原市
- 米原市立いぶき幼稚園北分園（休園開始時期不詳、2012年廃園[29]）
- 米原市立醒井幼稚園（2014年米原市立息郷保育園と統合し米原市立かなん認定こども園へ）[31]
- 米原市立ふたば幼稚園（2015年米原市立近江にし保育園および米原市立近江ひがし保育園と統合し米原市立おうみ認定こども園へ）[32]
- 米原市立米原幼稚園中分園（2016年）[33]
- 米原市立米原幼稚園（2018年米原市立まいばら認定こども園へ移行）[6]

## 蒲生郡
- 日野町立桜谷幼稚園西分園（2011年）[34]
- 日野町立日野幼稚園鎌掛分園（2016年）[33]
- 日野町立桜谷幼稚園（2017年日野町立桜谷こども園へ移行）[10]
- 竜王町立竜王幼稚園〈初代〉（1970年竜王東幼稚園と竜王西幼稚園〈初代〉へ分割）[35]
- 竜王町立竜王東幼稚園（1975年竜王西幼稚園〈初代〉と統合し竜王幼稚園〈2代目〉へ）[35]
- 竜王町立竜王西幼稚園〈初代〉（1975年竜王東幼稚園と統合し竜王幼稚園〈2代目〉となるも、1989年再分離）[35]
- 竜王町立竜王幼稚園〈2代目〉（2022年竜王西幼稚園〈2代目〉と統合し竜王町立竜王こども園へ）[35]
- 竜王町立竜王西幼稚園〈2代目〉（2022年竜王幼稚園〈2代目〉と統合し竜王こども園へ）[35]

## 犬上郡
- 甲良町立甲良東幼稚園（2023年[36]甲良町立甲良東こども園[37]へ移行）
- 甲良町立甲良西幼稚園（2023年[38]甲良町立甲良西こども園[39]へ移行）
- 多賀町立大滝幼稚園（2018年多賀町立大滝たきのみやこども園へ移行）[6]